# Around the World (La La La La La)
Around the World (La La La La La) är debutsingeln för den tyskbaserade internationella Eurodance-gruppen ATC (en förkortning av A Touch of Class). Låten är en cover på den ryska hiten "Pesenka" av Ruki Vverh! och använder låtens melodi med ytterligare engelska texter. Båda låtarna innehåller frasen "la la la la la" i ett samtals- och svarsformat. Låten släpptes i maj 2000 och är ATC:s mest framgångsrika singel och nådde topp 20 i de flesta länder där den släpptes.